# Académie des sciences, belles-lettres et arts de Savoie
L’Académie des sciences, belles-lettres et arts de Savoie, ou plus communément Académie de Savoie, est une institution intellectuelle savoyarde, une société savante, fondée en 1820, ayant pour territoire d'études la Savoie.

## Histoire
L'Académie des sciences des belles-lettres et des arts de Savoie est fondée en 1820, afin de doter le duché de Savoie d’une académie à l’image de celle instituée à Turin, capitale des États de Savoie (ou royaume de Sardaigne dit de « Piémont-Sardaigne»). Elle prend le nom de Société académique de Savoie.
Le duché de Savoie a connu l'expérience académique dès le début du XVIIe siècle, avec l'Académie florimontane (1606/1607-1610), fondée notamment par François de Sales, 20 ans avant la création de l'Académie française par Richelieu. Au XVIIIe siècle, la capitale des États de Savoie voient la naissance de l'Académie royale des sciences de Turin. Il faut attendre le début du XIXe siècle pour qu'une partie de l'élite savoisienne, constatant l'absence d'une académie savoyarde digne de ce nom, décide la création d'une nouvelle institution.

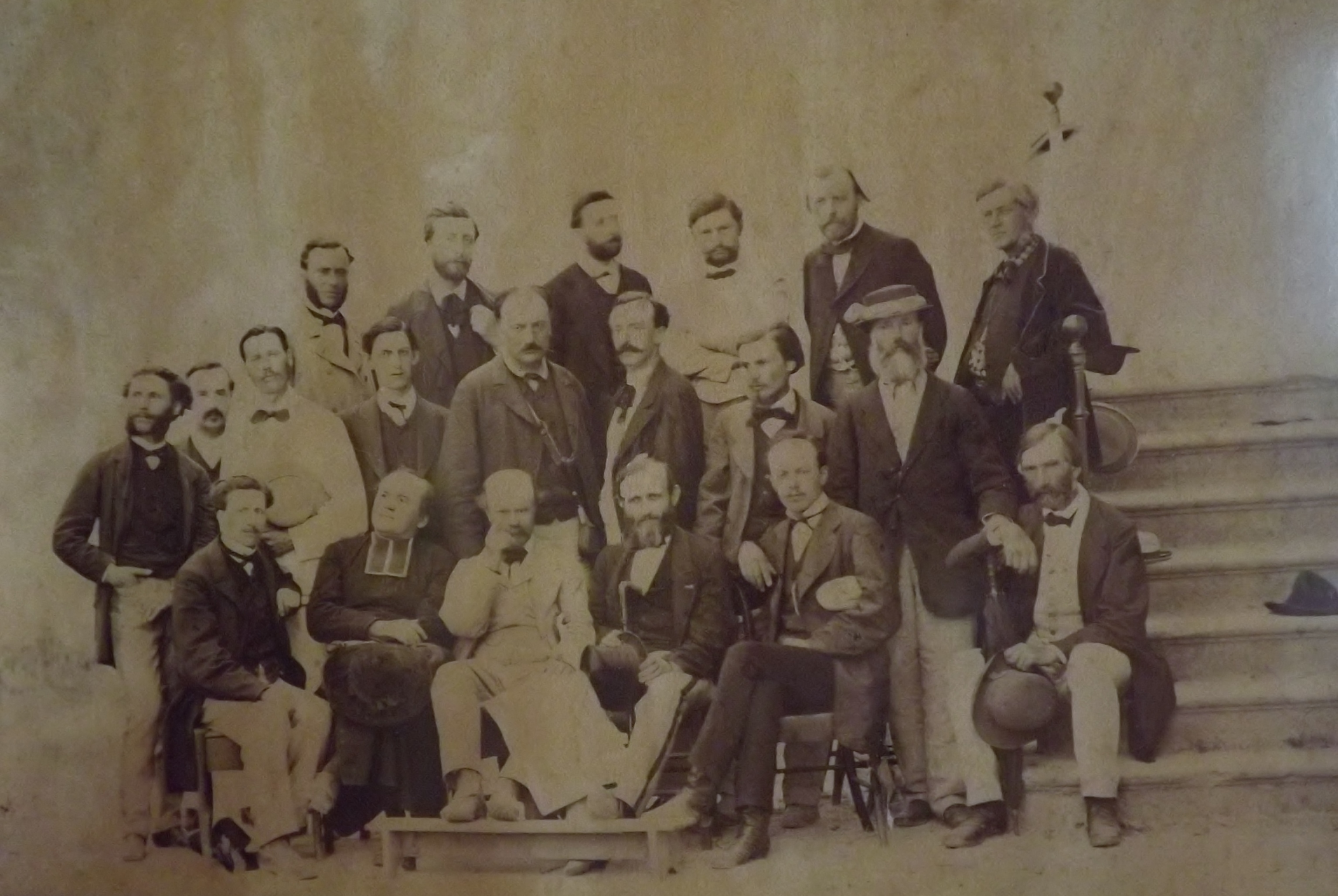
Membres de l'Académie en 1870.

Ainsi, en 1815, quatre hautes personnalités du Duché souhaitent « créer une société qui servirait de moteur au progrès matériel, intellectuel et moral » : le futur cardinal Alexis Billiet (1783-1873), évêque de Chambéry, le général comte François de Mouxy de Loche (1756-1837), le sénateur comte Xavier de Vignet, et le chevalier Georges-Marie Raymond (1769-1839), lettré-mathématicien, fondateur du journal Savoie. En 1819, la Société Académique de Savoie est née. Ces fondateurs souhaitent étudier la Savoie et son territoire, ils ouvrent donc leurs recherches à « l'Agriculture, aux Arts Industriels, à la Botanique, à la Chimie, à la Géologie, à la Médecine et à la Pharmacie, à la Météorologie, à la Statistique, à l'Histoire et à la Littérature ».
Afin d'accomplir leur haute mission, ils s'adjoignent quatre collaborateurs de renom : le chanoine Louis Rendu (1789-1858), professeur de physique au Collège Royal de Chambéry et futur évêque d’Annecy, le docteur Jean-François Guilland (1773-1855), vice-protomédecin de la province de Savoie Propre, le docteur Antoine Gouvert (....-1842), et le baron Louis de Vignet des Étoles, intendant du duché de Savoie.
Le 14 août 1827, la Société académique se voit conférer le titre de Société Royale Académique de Savoie par le roi Charles-Félix de Savoie. Ce titre sera légèrement modifié en 1848, lorsque le roi Charles-Albert, par décret Royal et lettres patentes souveraines datées du 3 avril 1848, lui confèrera le titre définitif d'Académie Royale de Savoie.
Lors de la réunion de la Savoie à la France (Second Empire) en 1860 (futurs départements de la Savoie et de la Haute-Savoie), elle devient Académie impériale des Sciences, Belles-Lettres et Arts de Savoie par décret impérial du 14 juillet 1860. L'Académie est reconnue une association reconnues d'utilité publique le 14 juillet 1860.
Elle prend son nom définitif d'Académie des sciences, belles-lettres et arts de Savoie en 1870.

## Devise et emblème
L’Académie reprend l’oranger et ses fruits comme emblème et la devise Flores fructusque perennes (Toute l'année des fleurs et des fruits) de l’Académie florimontane (1606 à 1610).

## Publications
- Mémoire de l'Académie des sciences, belles-lettres et arts de Savoie, créé en 1875[6]

Plusieurs séries émanant de l'Académie des sciences, belles-lettres et arts de Savoie et qui sont tombées dans le domaine public sont disponibles sur Gallica, la bibliothèque numérique de la Bibliothèque nationale de France :
1. La première série des Mémoires
2. La deuxième série des Mémoires
3. Les troisième, quatrième et cinquième série des Mémoires
4. La Savoie littéraire et scientifique
5. Histoire de l'Académie, publiée par Louis Pillet en 1891

## Membres de l'Académie

### Qualité des membres
L'Académie est composée en 2020 de :
- 40 membres titulaires (anciennement dit effectif) résidants
- 15 membres titulaires non résidants
- 70 membres associés (anciennement dit agrégé) résidants
- 15 membres associés non résidants
- des membres correspondants (nombre non contingenté - actuellement 96)

### Présidents
Présentation des présidents de l'Académie,, :
| Présidence      | Nom                                                     | Date d'élection Eff. : effectif ; Tit. : titulaire ; Corr. : correspondant | Éléments biographiques | Illustration                                 |  |
| 2021 - en cours | Pierre Geneletti                                        | 2015 (Tit.)                                                                | Chirurgien-Dentiste Docteur en histoire (2025) Président de la Société d'Histoire et d'Archéologie de Maurienne depuis 2012 |                                              |  |
| 2012 — 2021     | Jean-Olivier Viout (1946)                               | 1984 (Tit.)                                                                | Procureur général honoraire |                                              |  |
| 1992 — 2012     | Louis Terreaux (1921-2015)                              | 1975                                                                       | Ancien doyen de la faculté de lettres et sciences sociales de l'Université de Savoie. |                                              |  |
| 1984 — 1992     | Docteur Pierre Truchet (1910-1994)                      | 1975                                                                       | Chirurgien. Né le 18 septembre 1910 à Chambéry et mort en 1994. Membre du conseil d’administration du Parc national de la Vanoise (1963-1991) ; fondateur et président de l’association des Amis du Parc national de la Vanoise (1964-1985), membre de l'Académie Florimontane. |                                              |  |
| 1973 — 1984     | Maurice Faure (1900-1988)                               | 1962                                                                       | Directeur régional des Douanes. Né le 25 mai 1900 et mort le 13 février 1988, à Chambéry, il fut président du Foyer Littéraire et Artistique de Chambéry. Il fut, au titre de sa participation à la promotion de la culture en Savoie, commissaire général du Comité d'organisation des fêtes du Centenaire du Rattachement de la Savoie à la France en 1959-1960. Il est le petit-fils de la poétesse Marguerite Chevron,. |                                              |  |
| 1968 — 1973     | Docteur Paul Tissot                                     | 2 juillet 1959 (eff.)                                                      | Né le 19 janvier 1892, à Chambéry, il entame des études de médecines, interrompues lors de la Première Guerre mondiale. Il devient gynécologue et obstétricien. Officier de la Légion d'honneur (1960). |                                              |  |
| 1967 — 1968     | Henri Menabrea (1882-1968)                              | ....                                                                       | Conservateur de la bibliothèque de Chambéry, homme de lettres et historien. Membre de nombreuses sociétés savantes. |                                              |  |
| 1958 — 1967     | André Tercinet (1896-1967)                              | ....                                                                       | Docteur en pharmacie et ès sciences,. |                                              |  |
| 1927 — 1958     | Charles Arminjon (1874-1966)                            | 7 mars 1901 (Corr.)                                                        | Avocat à la Cour d'appel de Chambéry. Charles-Joseph-Paul Arminjon est né le 7 juillet 1874 et mort le 29 janvier 1966 à Chambéry, il est membre de la famille savoyarde Arminjon. |                                              |  |
| 1917 — 1926     | Emmanuel Dénarié (1857-1926)                            | 1er juin 1893 (Eff.)                                                       | Avocat, poète et dramaturge catholique. Né le 25 décembre 1857 et mort le 16 juillet 1926 à Chambéry, il est le fils de Gaspard Dénarié, qui fut également membre de l'Académie,. |                                              |  |
| 1915 — 1917     | Comte Eugène d'Oncieu de la Bâtie (1857-1917)           | 21 mars 1889 (Eff.)                                                        | Officier de cavalerie, homme politique. Né le 12 juin 1857 et mort le 21 avril 1917 au château de Montgex (Chambéry, Savoie). Membre du conseil général de la Savoie et président de l'Union Catholique de Savoie | (Armes de la famille d'Oncieu)               |  |
| 1912 — 1914     | Baron Clément Chollet du Bourget (1853-1914)            | 12 janvier 1893 (Corr.) 5 février 1908 (Eff.)                              | Officier de cavalerie (capitaine au 10e chasseurs à cheval, puis chef d’escadrons au 24e dragons). Clément Charles-Marie-Joseph Chollet (ou Cholet), baron du Bourget, est né le 11 mars 1853, il est le fils du baron Francisque Chollet du Bourget. Il meurt en novembre 1914. Auteur d'un ouvrage de référence sur la brigade de Savoie.                                                                                 |                                              |  |
| 1909 — 1912     | Joseph Révil (1849-1931)                                | 21 mai 1891 (Corr.)                                                        | Géologue et chimiste de Chambéry. Joseph Marie Révil est né le 2 août 1849 à Chambéry et mort en 1931. Membres de plusieurs sociétés savantes, dont président de la Société d'histoire naturelle de la Savoie,. |                                              |  |
| 1900 — 1908 (2) | François Descostes (1846-1908)                          | 26 juin 1873 (Eff.)                                                        | Avocat à Chambéry. |                                              |  |
| 1895 — 1900     | Général de division Jean-François Borson (1825-1917)    | 27 avril 1882 (Eff.)                                                       | Général de brigade à Saint-Étienne puis général de division. |                                              |  |
| 1894 — 1895 (2) | Chevalier Eugène Courtois d'Arcollières (1846-1931)     | 6 juillet 1876 (Eff.). Vice-président.                                     | Adolphe-Étienne-Marie Eugène Courtois d'Arcollières est né le 2 septembre 1846 à Chambéry et mort le 12 janvier 1931 dans cette même ville. | (Armes de la famille Courtois d'Arcollières) |  |
| 1892 — 1894 (4) | Louis Pillet (1819-1895)                                | 8 février 1850 (Agr.) 7 juillet 1854 (Eff.)                                | Avocat, géologue. |                                              |  |
| 1889 — 1892 (1) | Chevalier Eugène Courtois d'Arcollières (1846-1931)     | 6 juillet 1876 (Eff.). Vice-président.                                     | Adolphe-Étienne-Marie Eugène Courtois d'Arcollières est né le 2 septembre 1846 à Chambéry et mort le 12 janvier 1931 dans cette même ville. | (Armes de la famille Courtois d'Arcollières) |  |
| 1887 — 1889     | Marquis Charles-Albert Costa de Beauregard (1835-1909)  | 9 mars 1865 (Eff.)                                                         | Homme politique et historien. Membre de l'Académie française (1896-1909) |                                              |  |
| 1886 — 1887 (1) | François Descostes (1846-1908)                          | 26 juin 1873 (Eff.)                                                        | Avocat à Chambéry. |                                              |  |
| 1881 — 1886 (3) | Louis Pillet (1819-1895)                                | 8 février 1850 (Agr.) 7 juillet 1854 (Eff.)                                | Avocat, géologue. |                                              |  |
| 1879 — 1881     | Pierre Victor Barbier (1828-1898)                       | 5 février 1874 (Eff.)                                                      | Directeur des douanes. Né en 1828 à Paris et mort en 1898,. |                                              |  |
| 1877 — 1879 (2) | Louis Pillet (1819-1895)                                | 8 février 1850 (Agr.) 7 juillet 1854 (Eff.)                                | Avocat, géologue. |                                              |  |
| 1876 (2)        | Comte Amédée Greyfié de Bellecombe                      | 1er mai 1862 (Eff.)                                                        | Avocat, membre de la Cour d'Appel de Chambéry, homme politique |                                              |  |
| 1873 — 1876 (1) | Louis Pillet (1819-1895)                                | 8 février 1850 (Agr.) 7 juillet 1854 (Eff.)                                | Avocat, géologue. |                                              |  |
| 1870 — 1872     | Marquis César d'Oncieu de la Bâtie (1828-1903)          | 23 avril 1863 (Eff.)                                                       | Né le 20 mars 1828 à Turin (Turin) et mort le 13 novembre 1903 au château de Montgex (Chambéry - Savoie). | (Armes de la famille d'Oncieu)               |  |
| 1867 — 1870     | Docteur Louis Guilland (1820-1884)                      | 6 juin 1850 (Eff.). Vice-président en 1861                                 | Médecin à Aix-les-Bains. Né le 6 janvier 1820 à Chambéry et mort le 22 octobre 1884, il est le fils de Jean-François Guilland, (1773-1855), protomédecin de la province de Savoie Propre, médecin de la Maison royale et parmi les premiers membres adjoints aux fondateurs de l'Académie. Membre de la Société savoisienne d'histoire et d'archéologie en 1857.                                                            |                                              |  |
| 1864 — 1867 (1) | Comte Amédée Greyfié de Bellecombe (1811-1879)          | 1er mai 1862 (Eff.)                                                        | Avocat, membre de la Cour d'Appel de Chambéry, homme politique | (Armes de la famille de Greyfié)             |  |
| 1858 — 1864 (3) | Marquis Pantaléon Costa de Beauregard (1806-1864)       | 9 mai 1828 (Eff.)                                                          | Homme politique. Député de Savoie au Parlement sarde, puis conseiller général de la Savoie, passionné d'ornithologie et archéologie |                                              |  |
| 1857 — 1858 (2) | Auguste de Juge (1797-1862)                             | 18 juin 1841 (Eff.)                                                        | Magistrat, poète. |                                              |  |
| 1855 — 1857 (2) | Marquis Pantaléon Costa de Beauregard (1806-1864)       | 9 mai 1828 (Eff.)                                                          | Homme politique. Député de Savoie au Parlement sarde, puis conseiller général de la Savoie, passionné d'ornithologie et archéologie |                                              |  |
| 1854 — 1855 (2) | Alexis Billiet (1783-1873)                              | Membre fondateur.                                                          | Archevêque de Chambéry. Fait « président perpétuel honoraire ». |                                              |  |
| 1853 — 1854 (1) | Auguste de Juge (1797-1862)                             | 18 juin 1841 (Eff.)                                                        | (1797-1862) Magistrat, poète. |                                              |  |
| 1850 — 1853 (1) | Marquis Pantaléon Costa de Beauregard (1806-1864)       | 9 mai 1828 (Eff.)                                                          | Homme politique. Député de Savoie au Parlement sarde, puis conseiller général de la Savoie, passionné d'ornithologie et archéologie |                                              |  |
| 1844 — 1850 (1) | Alexis Billiet (1783-1873)                              | Membre fondateur                                                           | Archevêque de Chambéry. |                                              |  |
| 1842 — 1844     | Comte Xavier de Vignet (1780-1844)                      | Membre fondateur                                                           | Sénateur au Sénat de Savoie. |                                              |  |
| 1837 — 1842     | Comte Charles de Boigne (1791-1853)                     | 24 juin 1830 (Eff.)                                                        | Fils du général-comte Benoît de Boigne, né à Delhi en 1791 et mort le 23 juillet 1853 à Chambéry,. |                                              |  |
| 1820 — 1837     | Général et Comte François de Mouxy de Loche (1756-1837) | Membre fondateur                                                           | Militaire, entomologiste, et historien régional. | (Armes de la famille de Mouxy)               |  |

### Secrétaires perpétuels
Secrétaires perpétuels de l'Académié :
- 1820 — 1839 : Georges-Marie Raymond ;
- 1839 — 1842 : Louis Rendu ;
- 1842 — 1857 : Léon Ménabréa ;
- 1858 — 1882 : François Chamousset ;
- 1883 — 1886 : François Descostes ;
- 1886 — 1894 : Laurent Morand ;
- 1895 — 1931 : Eugène Courtois d'Arcollières ;
- 1931 — 1939 : Camille Greyfié de Bellecombe ;
- 1939 — 1945 : Gabriel Loridon ;
- 1945 : Émile Gaillard ;
- 1945 — 1953 : Joseph André ;
- 1953 — 1954 : Gabriel Loridon ;
- 1955 — 1984 : André Perret ;
- 1984 — 1991 : René Deblache ;
- 1991 — 1998 : Paul Dupraz ;
- 1998 — 2008 : Robert Deloince ;
- 2008 — en cours : Jean-Pierre Trosset.

### Personnalités de l’Académie de Savoie
Quelques personnalités de l'Académie, :
Période 1820 à 1860
- Joseph de Maistre (1753-1821), écrivain savoyard. Élu en 1820.
- Xavier de Maistre (1763 - 1852), écrivain savoyard. Élu en 1820.
- Claude-Louis Berthollet (1748-1822), chimiste, membre de l’Académie des sciences de Paris. Élu en 1820.
- Joseph-François Michaud (1767-1839), historien des Croisades, membre de l'Académie française (Élu en 1813 au fauteuil 29). Élu en 1820.
- Jacques-Alexis Vichard de Saint-Réal (1746-1832), haut fonctionnaire du royaume de Sardaigne[31]. Élu en 1820.
- Mgr André Charvaz (1793-1870), précepteur des enfants de Charles-Albert de Sardaigne, archevêque de Gênes. Élu en 1824.
- le général Comte de Boigne (1751-1830). Président Honoraire et Perpétuel à partir de 1827. Élu en 1824
- Michel Frédéric Pillet-Will (1781-1860), banquier. Élu en 1831.
- Claude Burdin (1788-1873), ingénieur des Mines. Élu en 1834.
- Léonce Élie de Beaumont (1798-1874), géologue. Élu en 1845.
- Jacques Replat (1807-1866), avocat et écrivain. Élu en 1840.
- Jean-Pierre Veyrat (1810-1844), le « Lamartine des Alpes », selon Sainte-Beuve. Élu en 1841.
- Monseigneur Félix Dupanloup (1802-1878), évêque d'Orléans, membre de l'Académie française (Élu en 1854 au fauteuil 16). Élu en 1845.
- le Lieutenant-général Comte Luigi Federico Menabrea (1809 1896), mathématicien et président du Conseil à Rome. Élu en 1845.
- Auguste Le Prévost (1787-1859), géologue, philologue, archéologue et historien français. Élu en 1851.
- Giuseppe Giacinto Moris (1796-1869), botaniste, directeur du Jardin botanique de Turin, sénateur du royaume à Turin[32]. Élu en 1851.

Depuis 1861
- Eugène Burnier (1831-1870), historien et magistrat[33]. Élu en 1864.
- le marquis Charles-Albert Costa de Beauregard (1835-1909), membre de l’Académie française (Élu en 1896 au fauteuil 32). Élu en 1865.
- Charles Bertier (1821-1882), magistrat, journaliste savoyard, ancien gouverneur de la Martinique. Élu en 1873.
- Amédée de Foras (1830-1900). Élu en 1877.
- Charles Buet, écrivain journaliste. Élu en 1882.
- Henry Bordeaux (1870-1963), écrivain, essayiste, membre de l'Académie française (Élu en 1919 au fauteuil 20). Élu en 1903.
- Henri Petiot, dit Daniel-Rops (1901-1965), écrivain, historien, membre de l'Académie française (Élu en 1955 au fauteuil 7). Élu en 1951.
- Henry Planche (1915-1998), écrivain, journaliste savoyard[34]. Prix Henri Dumarest de l'Académie française en 1954 pour son essai Cantilène[35]. Prix Béatrice de Savoie en 1977 pour l'ensemble de son œuvre. Élu en 1954.
- l'abbé Marius Hudry (1915-1994), résistant et historien local. Élu en 1964.
- Louis Armand (1905-1971), ingénieur, membre de l'Académie française (Élu en 1963 au fauteuil 38). Élu en 1971.
- Roger Frison-Roche (1906-1999), guide de haute montagne et écrivain. Élu en ?.
- Paul Gayet-Tancrède, dit Samivel (1907-1992), écrivain, poète, graphiste, aquarelliste, cinéaste, photographe, explorateur et conférencier. Élu en ?.
- Jacques Lovie (1908-1987), historien savoyard. Élu en 1960.
- le père Roger Guichardan (1910-1985), ancien directeur du Pèlerin et écrivain. Élu en 1964.
- André Palluel-Guillard (1940), historien. Élu en 1985.
- André Laronde (1940-2011), helléniste et archéologue
- Paul Guichonnet (1920-2018), historien. Membre correspondant de l'Institut de France. Élu en 1986.
- Pierre Préau, géographe[36]. Élu en 1998. Membre émérite depuis 2016.